# رود سندای
رود سندای (به لاتین: Sendai River) یک رود در ژاپن است که در استان توتوری واقع شده‌است.